# Tracunhaém
Tracunhaém är en kommun i Brasilien.   Den ligger i delstaten Pernambuco, i den östra delen av landet, 1 700 km nordost om huvudstaden Brasília. Antalet invånare är 13 055.
Omgivningarna runt Tracunhaém är en mosaik av jordbruksmark och naturlig växtlighet. Runt Tracunhaém är det ganska tätbefolkat, med 111 invånare per kvadratkilometer.